# Matrix-Von-Mises-Fisher-Verteilung
Die Matrix-Von-Mises-Fisher-Verteilung (auch Matrix-Langevin-Verteilung) ist Wahrscheinlichkeitsverteilung, die vor allem in der multivariaten Statistik untersucht wird. Es handelt sich hierbei um die matrixvariate Von-Mises-Fisher-Verteilung auf der Stiefel-Mannigfaltigkeit. Sie findet Anwendung in der gerichteten Statistik.
Die Verteilung wurde 1972 von Thomas D. Down eingeführt und ist nach Richard von Mises und Ronald Fisher benannt.

## Matrix-Von-Mises-Fisher-Verteilung
Sei
- {\displaystyle V_{n,p}:=V_{p}(\mathbb {R} ^{n})} die Stiefel-Mannigfaltigkeit, wir können die Mannigfaltigkeit als {\displaystyle V_{n,p}=\{X\in \mathbb {R} ^{n\times p}\colon X'X=I_{p},\;p\leq n\}} identifizieren,
- {\displaystyle [dX]} das Haar-Wahrscheinlichkeitsmaß auf {\displaystyle V_{n,p}},
- {\displaystyle {}_{0}F_{1}^{(2)}(b;S)} die hypergeometrische Funktion mit Matrix-Argument, d. h. {\displaystyle b\in \mathbb {C} } und {\displaystyle S\in \mathbb {C} ^{n\times n}} symmetrisch,
- {\displaystyle \operatorname {etr} (S)=\exp(\operatorname {tr} (S))},

dann ist die Matrix-Von-Mises-Fisher-Verteilung zum {\displaystyle n\times p}-Parameter {\displaystyle F} definiert als
{\displaystyle L(X;F)={\frac {\operatorname {etr} (F'X)[dX]}{{}_{0}F_{1}^{(2)}\left({\tfrac {1}{2}}n;{\tfrac {1}{4}}F'F\right)}},\quad X\in V_{n,p}.}
{\displaystyle {}_{0}F_{1}^{(2)}\left({\tfrac {1}{2}}n;{\tfrac {1}{4}}F'F\right)} kann mit Hilfe von zonalen Polynome als Reihe dargestellt werden.

### Normalisierungskonstante
Die Integraldarstellung
{\displaystyle \int _{V_{n,p}}\operatorname {etr} (F'X)[dX]={}_{0}F_{1}^{(2)}\left({\tfrac {1}{2}}n;{\tfrac {1}{4}}F'F\right)={}_{0}F_{1}^{(2)}\left({\tfrac {1}{2}}n;{\tfrac {1}{4}}FF'\right)}
wurde 1961 von Alan T. James bewiesen. Sei {\displaystyle F} vom Rang {\displaystyle p} und {\displaystyle F=MDV^{T}} die Singulärwertzerlegung, dann gilt
{\displaystyle {}_{0}F_{1}^{(2)}\left({\tfrac {1}{2}}n;{\tfrac {1}{4}}F'F\right)={}_{0}F_{1}^{(2)}\left({\tfrac {1}{2}}n;{\tfrac {1}{4}}D^{2}\right)}
mit {\displaystyle D^{2}=\operatorname {diag} (d_{1}^{2},\dots ,d_{p}^{2})}.

### Momenterzeugende Funktion
Die momenterzeugende Funktion ist
{\displaystyle M_{X}(Z)=\int _{V_{n,p}}\operatorname {etr} (F'X)\operatorname {etr} (ZX)[dX]={\frac {{}_{0}F_{1}^{(2)}\left({\tfrac {1}{2}}n;{\tfrac {1}{4}}(F'+Z)(F'+Z)'\right)}{{}_{0}F_{1}^{(2)}\left({\tfrac {1}{2}}n;{\tfrac {1}{4}}F'F\right)}}.}

## Verallgemeinerung
Down studierte die Verteilung auf der Stiefel-C-Mannigfaltigkeit {\displaystyle S(C)=\{X\in \mathbb {R} ^{n\times p}\colon X'X=C,\;p\leq n\}}, wobei {\displaystyle C} eine positiv definite {\displaystyle p\times p}-Matrix ist.